# Neottiura suaveolens
Neottiura suaveolens là một loài nhện trong họ Theridiidae.